# Блазетти, Алессандро
Алесса́ндро Блазе́тти (итал. Alessandro Blasetti; 3 июля 1900, Рим — 1 февраля 1987, Рим) — итальянский режиссёр, сценарист, актёр и монтажёр, «отец-основатель современного итальянского кино».
Вместе с Марио Камерини он считается величайшим итальянским режиссёром фашистского пропагандистского кино, в частности таких фильмов как: «Солнце» (1929) – дебютный фильм Блазетти, который восхвалял фашистский режим и очень нравился Бенито Муссолини; «Старая Гвардия» (1935) – апология похода итальянских фашистов на Рим в октябре 1922 года.
За пятьдесят лет своей творческой деятельности он успешно проявил себя во многих жанрах: от исторической эпопеи до сентиментальной комедии, и даже буквально изобрёл новые – «Железная корона» (1941) в жанре фэнтези, многосерийный фильм «Другие времена» (1952) и «Ночь над Европой» (1959) с элементами эротики. Блазетти также был одним из режиссёров, первыми попробовавших себя на телевидении.
Он был большим новатором на своем поприще: первым попробовал звук в кино в Италии («Воскресение» 1931 года) и цвет («Охота на лис в сельской местности Рима» 1938 года). Pежиссёр расширил границы того, что в принципе могло быть показано на большом экране, показал первую наготу в итальянском кино («Железная корона» 1941 года и «Ужин шутов» 1942 года).
Алессандро Блазетти явил миру таких звёзд экрана как, например, Пьетро Джерми, Софи Лорен и Марчелло Мастроянни («Жаль, что ты каналья» 1954 года), и вновь снял блестящего актера Витторио Де Сика («Другие времена» 1951 года) после его неореалистического успеха.

## Биография
Сын Чезаре, преподавателя игры на гобое и английском рожке в Национальной академии Святой Цецилии в Риме, и Августы Лулани.
Учился у клириков Сомаски в пансионе Рози ди Спелло, посещал училище Военного колледжа в Риме и по семейной традиции окончил юридический факультет университета Сапиенца в 1924 году.
Будущий режиссёр женился в 1923 году, работал в банке, но решил сменить сферу деятельности и посвятить себя журналистике и кинокритике.
«По словам самого режиссёра на формирование его эстетических взглядов оказали большое влияние работы русских режиссёров — Сергея Эйзенштейна, Всеволода Пудовкина и Николая Экка».
Начиная с 1923 года он пишет статьи для журнала «L’impero», в котором он положил начало рубрике о кинематографе под названием «Экран». В начале 1926 года он с Ренцо Чезана (ит.) основал иллюстрированный еженедельник о кино «Мир на экране», который через несколько месяцев стал называться как первая колонка Блазетти в журнале — «Экран». Всего было выпущено 22 номера.
В марте 1927 года он основал ещё два издания — «Кинематограф», публиковавшийся вплоть до июля 1931 года, и «Lo Spettacolo d’Italia», публиковавшийся с октября 1927 по июнь 1928 года. Журнал «Кинематограф» собрал вокруг себя людей, стремившихся к обновлению итальянского кино, в том числе таких интеллектуалов, как Антон Джулио Брагалья, Массимо Бонтемпелли. Кино рассматривалось ими во всех аспектах (финансовом, промышленном, техническом, политическом, критическом, эстетическом), этот проект был призван объединить теорию и практику кинематографа. В этом контексте переход к практике был для Блазетти неизбежен.
В конце 1928 года он основал кооператив Augustus, с помощью которого он подготовил свой дебютный фильм «Солнце» о рекультивации земель в соответствии с аграрной политикой фашистского режима, которая оказалась коммерческим провалом.
Затем Блазетти принимает призыв Стефано Питталуги (ит.), который возродил Cines (ит.), несмотря на то, что в прошлом Блазетти на страницах своих журналов критиковал Питталуга за его «политическую, художественную и коммерческую бездарность». Теперь Блазетти вынужден был признать, что этот проект был единственной возможностью возродить итальянское кино. Первый фильм, созданный новым Cines, написанный и снятый Блазетти, носит название «Воскресение» (1931). Это был первый звуковой итальянский фильм, даже при том, что он был выпущен уже после «Песни о любви» (1930) Дженнаро Ригелли (ит.). В художественном плане этот фильм не был удачным, но для режиссера это был шанс испытать возможности звука во всех его формах (музыка, шумы, диалоги).
Дальше Блазетти продолжает работу с Этторе Петролини (ит.) над фильмом «Нерон» (1930), полностью построенным вокруг главного героя-сценариста, который демонстрирует различные шаблонные роли.
Следующий фильм «Мать-земля» (1931) рассматривает тему «возвращения к земле», основанную на противостоянии между развратной городской жизнью и здоровой и правильной жизнью деревни. Несмотря на негативную критику, фильм добился большого успеха у публики. В одном ряду с этим фильмом стоит «Палио» (1931), который обличает контраст, как и предыдущий фильм, между аристократами и простолюдинами. У фильма «Палио» очень слабы повествовательные структуры, которые выделяются только некоторыми образными и формальными аспектами, которые представляют окружающую среду Сиены.
После ухода Питталуга в 1931 году, управление кинопроизводством Cines было передано Эмилио Чекки, с которым у Блазетти сложились плодотворные творческие отношения. Во время его управления киностудией, Блазетти снял короткометражный фильм «Ассизи» (1932), наименее характерный для стиля Блазетти фильм, «Трапеза бедных» (1932) по одноимённой опере Раффаэле Вивиани, ремейки на иностранные фильмы — «Дело Галлера» (1933) и «Служащая папы» (1933). Эта высоко профессиональная работа была снята всего за несколько дней и единодушно считалась шедевром Алессандро Блазетти.
Фильм «1860» (1934) — эпопея о «тысяче» Гарибальди, которая считается предвестником послевоенного неореализма и его наиболее значительным фильмом. И тема этого фильма, и игра непрофессиональных актёров очень характерны для итальянского кино периода неореализма. «1860» был высоко оценён кинокритиками, но публика встретила его довольно холодно, так как тема Рисорджименто не очень интересовала итальянцев того времени. Несмотря на то, что фильм не был сугубо пропагандистским и профашистским, он во многом согласуется с официальной фашистской политикой 1930-х годов.
Также в 1934 году, который стал роковым для итальянского кино, благодаря удачным обстоятельствам и созданию Главного управления кинематографии, Блазетти достиг пика своего политического участия в фашистском режиме. С этого момента режиссёр начинает уходить от темы великих социальных проблем, его фильмы становятся менее политизированными. После нескольких небольших работ, «Альдебаран» (1936) и «Графиня из Пармы» (1938), он снимает исторический фильм «Этторе Фиерамоска» , основанный на романе Массимо д’Адзельо, который представляет как бы переход к следующим костюмным фильмам Блазетти, созданным уже в совершенно другой стилистике: «Приключения Сальватора Розы» (1939), «Железная корона» (1941), «Ужин шутов» (1942), которые вызвали широкое одобрение и у критиков, и у публики. Фильм «Железная корона», смешавший сказку, приключение и историю, принёс режиссёру в 1941 году Кубок Муссолини за лучший итальянский фильм на 9-м Венецианском кинофестивале, несмотря на его явный антимилитаристский пафос.
Что касается фильма «Четыре шага в облаках» (1942), можно сказать, что это фальшивая деревенская идиллия в тусклых тонах, проникнутая мрачным пессимизмом. Этот фильм знаменует радикальный поворот в творчестве Блазетти, которого он давно искал после провала некоторых его предыдущих проектов. Наряду с «Одержимостью» Лукино Висконти и «Дети смотрят на нас» Витторио де Сики, «Четыре шага в облаках» Блазетти отражает не столько ожидание неореализма, сколько разрыв с итальянским кино последнего десятилетия в надежде на обновление.
Последней работой Блазетти перед освобождением Италии от фашизма является психологическая драма «Никто не возвращается назад» (1945) по одноименному роману Альбы де Сеспедес, в которой сыграли величайшие итальянские актрисы того времени. Снятый в 1943 году в разгар войны (бомбардировка ударяет по Риму недалеко от фабрик и заводов, где ведутся съемки фильма), фильм был выпущен только в 1945 году, но не снискал особого успеха.

#### После падения фашизма
После событий 8 сентября Алессандро Блазетти не сотрудничает с Республикой Сало, но также он не может вернуться к работе, так как почти все режиссёры были скомпрометированы фашистским режимом. В этот период Блазетти возвращается к дискуссиям об эстетической, политической и экономических составляющих в итальянском кино, защищая национальное кинопроизводство от вторжения американского кино.
Во второй половине 1940-х годов Блазетти сотрудничает с Сальво Д’Анджело и двумя кинокомпаниями: «L’Orbis», которая выпускает «Один день в жизни» (1946), и «L’Universalia», которая выпускает «Фабиолу» (1949), «Первое причастие» (1950) и некоторые короткометражные картины. «Один день в жизни» часто называют пацифистским фильмом, так как он пронизан темой мести, а не темой жестокости войны и необходимости решения проблем при помощи диалога, что было характерно для фильмов тех лет.
Колоссально религиозная картина «Фабиола», снятая по роману «Фабиола, или Церковь в катакомбах» Николаса Патрика Уайзмена, добилась большого успеха (самые большие сборы за весь сезон), но была осуждена кинокритиками как побуждающая к враждебности по отношению к католической среде из-за шокирующих сцен сексуального характера. Однако благодаря этому фильму вся итальянская киноиндустрия была перестроена настолько, что кинокомпания Cinecittà через несколько лет стала итальянским «Голливудом на Тибре».
В пятидесятые годы, возвратившись в Cines, Блазетти показал, что он всё еще имеет желание экспериментировать созданием дилогии «Другие времена» (1952) и «Наши времена» (1954). Эти фильмы внесли значительный вклад в формирование национального самосознания: в последнем эпизоде «Других времен» о Фрине в роли подсудимой выступает героиня по имени Мариантония в исполнении Джины Лоллобриджиды. В этом фильме сложилась знаменитая пара Витторио Де Сика и Джина Лоллобриджида, которую также снял Луиджи Коменчини в фильме «Хлеб, любовь и фантазия» (1953).
В комедиях «Жаль, что ты каналья» (1954) и «Счастье быть женщиной» (1956) Блазетти создает другую пару — Марчелло Мастроянни и Софи Лорен, которые стали самыми популярными актерами итальянского кино на ближайшие десятилетия. В 1954 году Блазетти получает награду «Medaglia d’oro — Una vita per il cinema» (ит.).
С «Ночью над Европой» (1959), документальной антологией ночной жизни крупных европейских городов, Блазетти явился кинематографу первопроходцем в новом успешном жанре «сексуального репортажа», а с фильмом «Собачий мир» (1962) он стал популярным жанром во всем мире.
В 1951 году снимался в роли режиссёра А. Блазетти в фильме Л. Висконти «Самая красивая». В 1960-е снял критическое кино о новом итальянском обществе «Я, я, я… и другие».
В 1961 году поставил фильм нового жанра — художественную антивоенную картину, построенную на документализме, — «Я люблю, ты любишь», «некоторые сцены этого фильма снимались в Москве».
Начиная с 1962 года, Блазетти входит в числе первых итальянских режиссёров, которые сотрудничают с телевидением. Рассматривая его концепцию кино как большого спектакля, предназначенного для масс, его переход к телевидению неизбежен, так как это дает ему возможность обратиться к еще более широкой аудитории. В отличие от Роберто Росселлини, он посвятил себя почти исключительно документальному фильму и монтажной работе.

## Награды
- Кавалер Большого креста ордена «За заслуги перед Итальянской Республикой» (22 июля 1980 года)[6].
- Кавалер Савойского гражданского ордена (29 октября 1980 года)[7].
- Железная корона — Приз 9-го Венецианского кинофестиваля в категории Лучший итальянский фильм (1941).
- Первое причастие — Международный приз Венецианского кинофестиваля (1950).
- Я, я, я… и другие[англ.] — Премия Давида ди Донателло (1966).
- Симон Боливар[англ.] (1969) — юбилейный приз Венецианского кинофестиваля (1982)[5].

## Избранная фильмография
- Солнце, Sole (1929)
- Нерон, Nerone (1930)
- Воскресение, Resurrectio (1930)
- Мать-земля, Terra madre (1931)
- Трапеза бедных, La tavola dei poveri (1932)
- Палио, Palio! (1932)
- Дело Галлера, Il caso Haller (1933)
- 1860, 1860 (1934)
- Старая гвардия, Vecchia Guardia (1934)
- Альдебаран, Aldebaran (1935)
- Графиня из Пармы, Contessa di Parma (1936)
- Этторе Фиерамоска  (1938)
- Приключение Сальватора Розы,Un’avventura di Salvator Rosa (1940)
- Железная корона, La corona di ferro (1941)
- Ужин шутов, La cena delle beffe (1941)
- Четыре шага в облаках, Quattro passi fra le nuvole (1942)
- Один день в жизни, Un giorno nella vita (1946)
- Фабиола, Fabiola (1949)
- Первое причастие, Prima comunione (1950)
- Altri tempi: zibaldone numero 1 (1951)
- Жаль, что ты каналья, Peccato che sia una canaglia (1954)
- Tempi nostri: zibaldone numero 2 (1954)
- Счастье быть женщиной, La fortuna di essere donna (1956)
- Ночь над Европой, Europa di notte (1959) (документальный)
- Я люблю, ты любишь, Io amo, tu ami… (1961) (документальный)
- Лиола,Liolà (1963)
- Я, я, я… и другие, Io, io, io… e gli altri (1966)
- Симон Боливар, Simón Bolívar (1969, Испания)